# NGC 7770
إن جي سي 7770 (بالألمانية: NGC 7770) التي يرمز لها بالرمز NGC 7770، هي مجرة، في كوكبة الفرس الأعظم.

## الاكتشاف
اكتشفت في 5 نوفمبر 1850، بواسطة ويليام بارسونز.